# Andreas Loth
Andreas Loth (* 26. Februar 1972 in Schongau) ist ein ehemaliger deutscher Eishockeyspieler auf der Position des Stürmers.

## Karriere
Andreas Loth begann seine Profikarriere in der Saison 1991/92 beim EV Landshut in der Eishockey-Bundesliga, mit dem er sich 1994 auch für die Deutsche Eishockey Liga qualifizierte. Nachdem er vier Jahre für Landshut sportlich aktiv gewesen war, wechselte er zur Saison 1996/97 nach Österreich und spielte jeweils eine Saison für den EC Graz, den Wiener EV und VEU Feldkirch.
Zur Spielzeit 1999/2000 wechselte er erneut nach Deutschland in die DEL. Dort spielte der Stürmer für die Kassel Huskies, mit denen er die ersten drei Jahre in Folge jeweils ins Play-off-Halbfinale einzog und im Jahre 2004 deutscher Vizepokalsieger wurde. In seiner sportlich erfolgreichsten Zeit war Loth zudem als „Huskie“ sowohl von 2000 bis 2002 in den Kader der deutschen Nationalmannschaft berufen als auch 1999 und 2002 für das DEL All-Star Game nominiert worden.
Nach fünf Spielzeiten in Kassel wechselte er im Spieljahr 2004/05 zum ERC Ingolstadt, den er noch während der Saison verließ und zu den Kölner Haien wechselte. Da er jedoch in der höchsten deutschen Eishockeyliga keinen Anschluss mehr fand, beendete er mit zwei weiteren Spielzeiten beim EV Ravensburg in der Eishockey-Oberliga seine Karriere im Jahre 2007.

## Erfolge und Auszeichnungen
- 1999 Teilnahme am DEL All-Star Game
- 2002 Teilnahme am DEL All-Star Game